# Hans-Werner Moritz
Hans-Werner Moritz (ur. 30 października 1941 w Braniewie, zm. 11 września 2017 w Emmendingen) – niemiecki prawnik, pionier prawa informatycznego, autor publikacji prawniczych.

## Życiorys
Urodził się w rodzinie handlowca Wernera Moritza i jego żony Elisy z domu Jacquot. W 1961 ukończył szkołę średnią w Emmendingen, wraz z uzyskanym świadectwem dojrzałości.
W 1966 ukończył studia prawnicze na Uniwersytecie Albrechta i Ludwika we Fryburgu Bryzgowijskim. W 1988 uzyskał stopień doktora prawa na Uniwersytecie w Konstancji.
Specjalizował się w zagadnieniach prawnych technologii informatycznych, handlu oraz prawa antymonopolowego w Internecie. Zyskał sławę międzynarodową jako adwokat prowadzący w sprawie przestępstw internetowych, znanej pod nazwą „CompuServe-Fall”, w której rozstrzygano odpowiedzialność operatora internetowego za dostarczane niedozwolonych treści.
Pracował w różnych kancelariach prawniczych, następnie otworzył własną kancelarię. W 2012 był członkiem założycielem fundacji Deutsches Tagebucharchiv.
Był autorem licznych publikacji z zakresu prawa handlowego, w szczególności prawa komputerowego, telekomunikacyjnego i internetowego, a także prawa antymonopolowego. Był członkiem Niemieckiego Stowarzyszenia Prawa i Informatyki (Deutsche Gesellschaft für Recht und Informatik), Stowarzyszenia Prawa Porównawczego (Gesellschaft für Rechtsvergleichung) i Akademickiego Towarzystwa Prawa Kartelowego (Studienvereinigung Kartellrecht).
Między innymi za sprawą opublikowanego w 2002 razem z prof. Uniwersytetu we Fryburgu Thomasem Dreierem podręcznika z dziedziny handlu elektronicznego Rechts-Handbuch zum E-Commerce (wyd. 1 – 2002, wyd. 2 –2005), stał się prekursorem w zakresie tworzenia prawa branży komputerowej i internetowej.
Posługiwał się w stopniu biegłym językiem niemieckim, angielskim i francuskim.
Zmarł 11 września 2017. Pochowany został 16 września 2017 na Bergfriedhof w Emmendingen.

## Wybrane publikacje
- Rechts-Handbuch zum E-Commerce, wyd. 2, rok 2005, 1282 stron (współautor)[8]
- Die Zulässigkeit von Google Street View unter dem Aspekt des Deutschen Datenschutzrechts, K&R Beihefter 2/2010 (w K&R Mai 2010)
- Der Handel mit „gebrauchter“ Software – Wolkenkuckucksheim, ohne tragfähiges Fundament? Festschriftbeitrag in „der moderne Anwalt“, Festschrift für Benno Heussen, 2009, s. 221
- Der EU Microsoft Fall – Auswirkungen auf global agierende Hightech-Unternehmen, Festschriftbeitrag in Inseln der Vernunft, Liber Amicorum für Jochen Schneider zum 65. Geburtstag, s. 125
- Microsoft in Not? Der europäische Rechtsrahmen für Kopplungen und Zwangslizenzen an Interface-Informationen im Lichte der Microsoft Entscheidung der EU-Kommission, CR 2004, s. 321
- The DaimlerChrysler Codes of Conduct: the ideal way for global companies to export personal data from Germany to countries outside the EU/EEA?, Computer Law & Security Report, Vol 20 No. 3, 2004
- IT-Outsourcing: Detaillierte Verträge sichern den Erfolg, Bankmagazin 2/04
- Bearbeiter “Leistungsstörungen und Mängelansprüche bei Hard- und Software-verträgen nach dem Schuldrechtsmodernisierungsgesetz“ in Kilian/Heussen (Hrsg.) Computerrechtshandbuch, C.H. Beck Verlag (19. EL) 2003
- § 69d UrhG im Spiegel der Meinungen, MMR aktuell 9/2002,
- Rechtsfragen der Datenübermittlung bei internationalen Online-Diensten, in „Globaler Datenverkehr ohne Datenschutz?“, herausgegeben von Prof. Dr. Alfred Büllesbach, 1999, s. 95 ff.
- Der Softwarepflegevertrag – Abschlusszwang und Schutz vor Kündigung zur Unzeit ? CR 1999, 541
- Pornography Prosecution in Germany Rattles ISPs, The National Law Journal, December 14, 1998, Vol. 21, No. 16
- Moritz/Neus, TKG und US Telecommunications Act, CR 1997, 201
- Moritz/Winkler, Datenschutz und Online-Dienste, NJW-CoR 97, 43
- Moritz/Niebler, Internet-Telefonie im Spannungsfeld zwischen Sprachtelefondienst und Lizenzpflicht, CR 1997, 697
- FIW, Heft 163 (1995) „Grenzen des zulässigen Wettbewerbs mit Unterkostenpreisen und selektiven Preisen – Die Rechtslage in der EU, der BRD und den USA“
- Überlassung von Programmkopien – Sachkauf oder Realakt im Vertrag sui generis?, CR 1994, 257
- Computersoftware, 2. Auflage 1992, C.H. Beck-Verlag